# Phanariotes

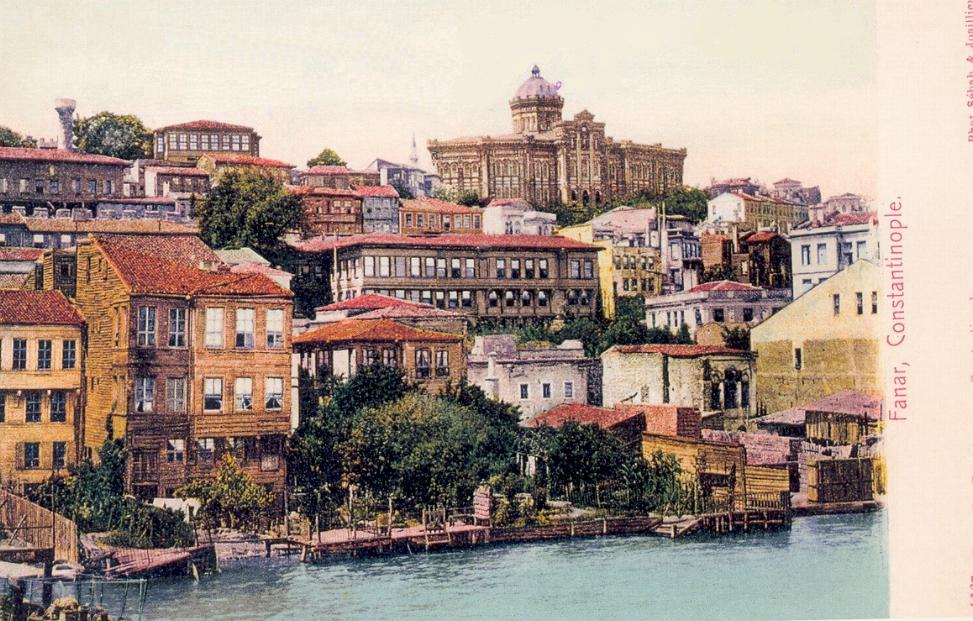
Le quartier de Phanar à Istanbul, dominé par le Fener Rum Lisesi, l'ancien lycée grec de Constantinople construit à l'emplacement du sémaphore byzantin ; à ses pieds, le Patriarcat orthodoxe.

Les Phanariotes sont un ensemble de familles aristocratiques de confession chrétienne orthodoxe, pour la plupart d’origine grecque, initialement regroupées dans le quartier du Phanar à Constantinople, et exerçant des fonctions importantes dans l’Empire ottoman après la chute de Constantinople. En Grèce, le mot Phanar est parfois utilisé pour désigner le patriarcat œcuménique de Constantinople.

## Origines

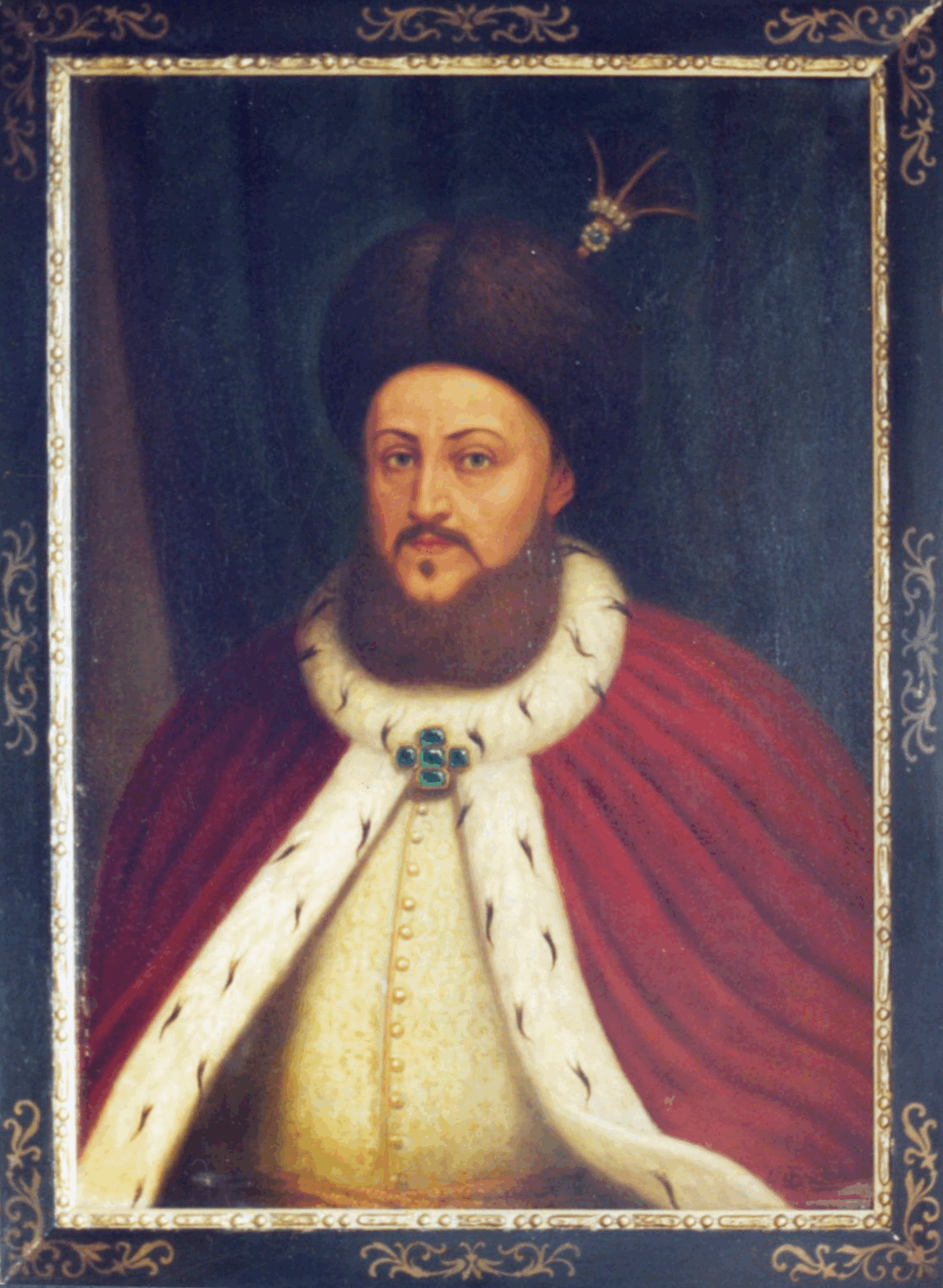
Nicolas Mavrocordato, un phanariote au parcours classique : drogman à Constantinople, puis hospodar des principautés roumaines.

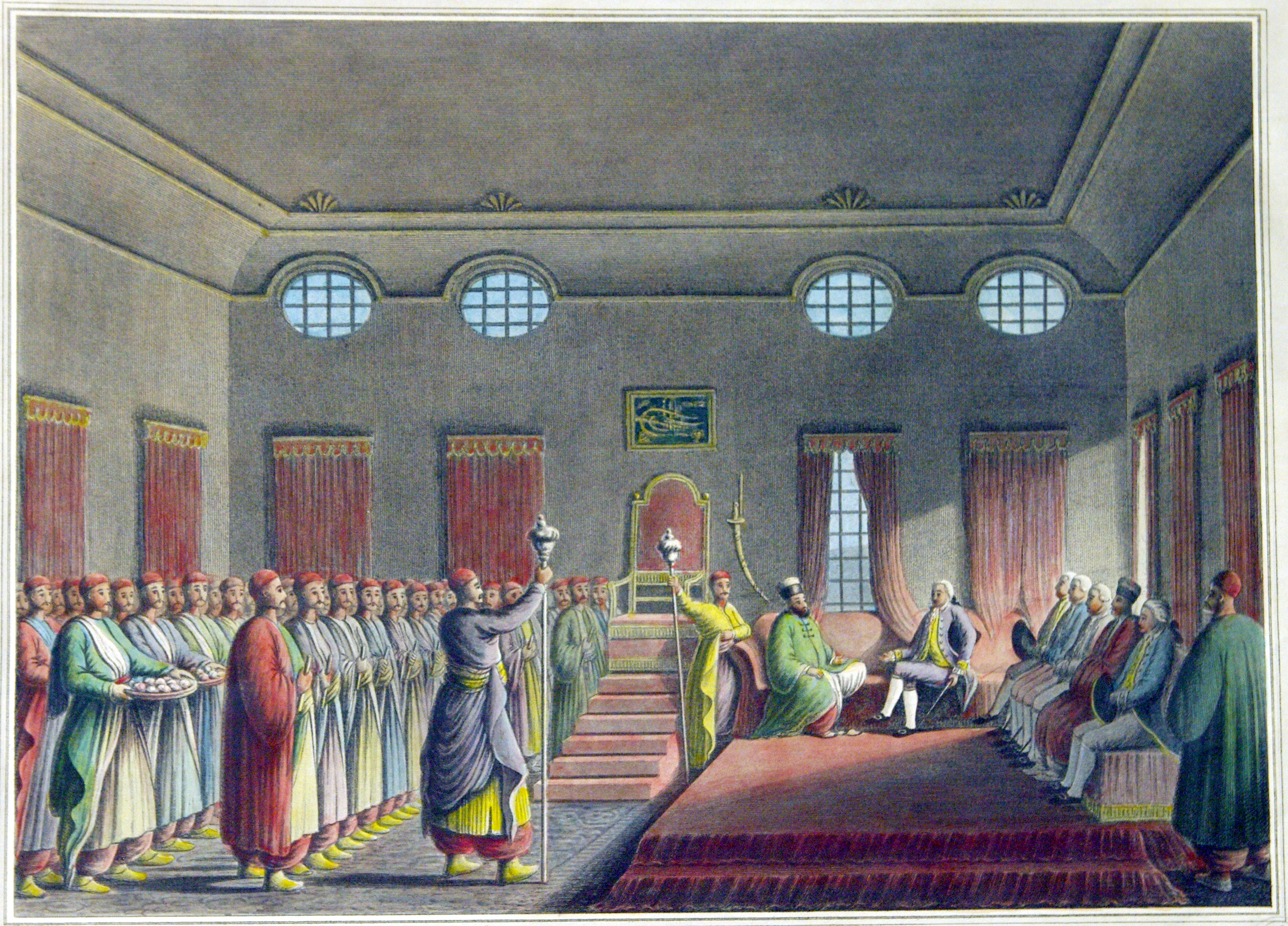
Le hospodar phanariote Alexandre Mourousi recevant l'ambassadeur britannique Robert Liston et sa suite auprès de son trône à Bucarest. Le prince est descendu de son trône pour se mettre à portée de son interlocuteur. Au-dessus du trône, le monogramme du sultan ottoman, suzerain de la Valachie. Bien qu'ils soient chrétiens, le hospodar et sa suite sont tous vêtus à l'orientale (voir Linobambakis).

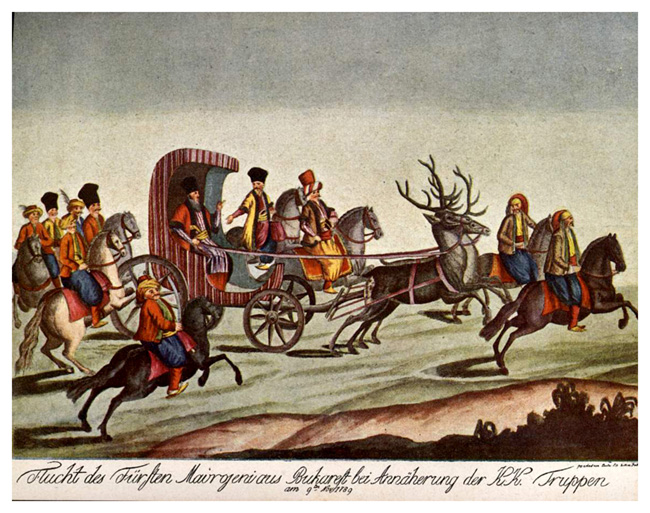
Le prince phanariote Mavroyeni fuyant Bucarest en 1789 devant l'invasion autrichienne : sa calèche est tirée par les cerfs de la ménagerie princière.

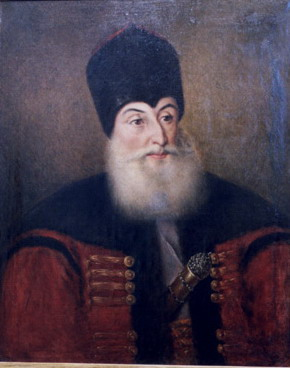
Le prince Alexandros Soutsos coiffé de la tiare de hospodar.

Le Phanar (Φανάρι en grec, Fener en turc, parfois écrit Fanar) est un quartier d’Istanbul, précédemment Constantinople. Son nom vient du mot grec phanarion, signifiant phare, en référence au grand sémaphore qui avait dominé le quartier durant la période byzantine, et qui ne servait pas seulement d’amer aux navires, mais aussi de moyen de communication à grande distance (par fumées le jour et par feux la nuit, de différentes couleurs comme le décrit Skylitzès).
Après la prise de Constantinople par les Ottomans en 1453, les chrétiens restés dans la ville se regroupèrent dans les quartiers nord, soit le quartier du Phanar et le quartier valaque, ainsi qu'à Galata. Aux XVIIe et XVIIIe siècles beaucoup de Phanariotes s’installèrent dans les principautés roumaines de Valachie et de Moldavie, états chrétiens tributaires de l’Empire ottoman (mais non provinces turques) et finirent par les gouverner en tant que hospodars. Ils furent accompagnés de nombreux autres Grecs ottomans (précepteurs, majordomes, intendants, gouvernantes, nourrices, artisans, commerçants, armateurs, lettrés, médecins, juristes, administrateurs…) auxquels ils se mélangèrent (ainsi qu'aux bourgeois et à la noblesse roumaine), formant ainsi une classe dominante qui y fut progressivement qualifiée de « Phanariote » (pătura fanarioților) au point que les lettrés grecs de l’époque considérèrent les pays roumains (Μολδοβλαχία - « Moldo-Valachie » ou παραδουνάβιες χώρες - « pays près du Danube ») comme faisant partie du monde grec.

## Familles
Les Phanariotes pouvaient être originaires des îles de l’Égée, d’Épire, parfois d’origine albanaise comme les Ghica, roumaine comme les Racoviță ou les Callimaki, voire italo-levantine comme Gaspar Gratiani ; plusieurs familles aristocratiques étaient homonymes, et descendaient peut-être des familles impériales romaines d'orient, dites byzantines, de Constantinople ou de Trébizonde, mais la certitude de ces filiations manque, les archives présentant des hiatus. En voici une liste incomplète (le signe † indique que le nom s’est éteint) :
Argyropoulos - Aristarchi † - Balassaki †- Callimachi - Canano † - Cantacuzène - Caradja - Caratheodori - Caryophyle † - Catargi(u) - Chrisoskoleon - Cosmopol - Eupraghioti † - Gheraki de Céphalonie - Ghermani - Ghica - Gratiani - Guliano-Paléologue † - Hangerli - Hrisoverghi - Iancoleo (della Rocca) † - Kanellou (Kanellos (ru)) - Kavadas de Scio - Lambrino - Lapithi de Crète - Lascaris - Mamona - Manos - Mavrocordato - Mavrodi - Mavrogheni † - Mavromichalis - Morona † - Mourousi - Negri † - Nottarás de Corinthe - Palada de Crète - Petrini † - Plagino † - Ralli - Rhizo-Neroulo † - Rhizo-Rhangabé - Racoviță - Romalo - Rosetti - Scanavi - Skina - Soutzo - Tzouki † - Văcărescu - Vatatzès † - Veliki † - Ventura - Vlahuță - Vlasto de Crète - Vogoridi † - Xenopol - Yemeniz - Ypsilanti - Zarifopol - Zerra †.

## Spécificités
Polyglottes parlant couramment grec, turc, russe, français, italien, roumain, parfois aussi allemand ou anglais, beaucoup de Phanariotes furent drogmans (interprètes en chef) de la « Sublime Porte » de 1661 à 1821. Le mot drogman est d'ailleurs à l'origine du mot français truchement qui désigne un intermédiaire, ce qu'est l'interprète. Cette fonction leur permit de diriger, avec le reis effendi la politique étrangère de l'Empire ottoman, et, avec le Capitan pacha, les îles de l'Égée, ainsi que de gouverner, comme hospodars, les principautés roumaines de Valachie et de Moldavie ou la principauté de Samos.
Très cultivés, souvent hellénistes, latinistes ou arabisants, certains des Hospodars des principautés roumaines furent des humanistes, créèrent des écoles, des hôpitaux, des routes, ou abolirent le servage (Constantin Mavrocordato mit en œuvre cette réforme en 1748 en Valachie puis en 1749 en Moldavie) ; inspirés par la philosophie des Lumières et encouragés par les progrès de la Russie qui commence à se poser en protectrice des chrétiens des Balkans et en éventuelle restauratrice de l'empire byzantin, plusieurs Phanariotes encouragèrent et financèrent les renaissances culturelles grecque, bulgare et roumaine, ou participèrent à des conspirations comme celles de la « Société des Amis ». Leurs liens avec la Russie et leur politique sur les trônes moldave et valaque furent parfois à l'origine de guerres comme la guerre russo-turque de 1806-1812, et ils furent plusieurs à être pour cela exécutés par les sultans ottomans. Dans l'Empire ottoman, ils s'étaient également très fortement engagés dans le développement et/ou la restauration de l'éducation et de la culture hellénique.
Mais d'autres Phanariotes, avides d'argent et le pouvoir, se rendirent coupables aussi bien à Constantinople que dans les principautés roumaines, de corruption et d'intrigues qui finirent par leur donner mauvaise réputation : trop d'entre eux s'étaient étroitement intégrés au système clientéliste ottoman.  
L’historiographie roumaine considère habituellement que les règnes des princes Phanariotes débutent en 1711 en Moldavie et en 1716 en Valachie, car ces dates marquent un changement politique : de 1711 et 1716, respectivement, jusqu'en 1821, les voïvodes ou hospodars ne furent plus élus par la noblesse roumaine, mais directement nommés par le Sultan ottoman, et choisis parmi les Phanariotes. Toutefois dès avant 1711 des princes hellénophones régnèrent déjà, tels les Ghica d’origine albanaise ou les Cantacuzène.
En 1821, leur attitude ambivalente face à la révolution roumaine et à l'insurrection grecque mit un terme au crédit des Phanariotes auprès du Sultan, qui leur retira charges et responsabilités : beaucoup s'exilèrent en Russie et en France, tels les princes Mourousi devenus russes, mais aussi une branche des Cantacuzènes et quelques autres.

## Les Phanariotes d'Istanbul auXXIesiècle
Le Phanar (autour de l’église Saint-Georges, siège du Patriarcat orthodoxe) et Pera (autour de la basilique Agia Triada) sont les quartiers où résident les tout derniers chrétiens hellénophones constantinopolitains (officiellement 2 600 personnes sur 15 millions d'habitants). Si ses fidèles sont de moins en moins nombreux, en revanche la puissance économique du Patriarcat orthodoxe est grande, car il possède des milliers de propriétés immobilières dans Istanbul, qui, avec son immense fortune foncière de Grèce septentrionale et insulaire, assurent sa prospérité. 